# 弘南サービス

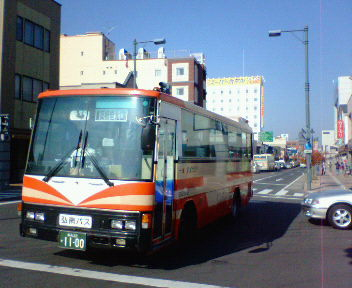
弘南サービス路線塗色（2006年4月1日以降、弘南バスが所属する車両となる。）

弘南サービス（こうなんサービス）は、本社が青森県弘前市にある弘南バスの子会社で、貸切観光バス専業事業者（特定貸切事業）である。
かつては弘南バスの不採算路線の一部を引き継いで運行していたが、平成18年に弘南バスへ再移管された。

## 本社
青森県弘前市大字小栗山字長田70-6（弘南バス弘前営業所内）

## 沿革
- 1987年 - 弘南バスから特定貸切事業所を分社化し、弘南サービスを発足。
- 1988年 - 弘南バス平賀案内所を弘南サービス平賀営業所に改組。
  - 平賀管内路線の他に、黒石営業所所管の「黒石 - 温川線」を弘南サービスに移管する。
- 1997年 - 弘南バス鯵ヶ沢営業所を弘南サービスへの管理受委託を開始。
- 1998年 - 弘南バス大鰐案内所を弘南サービス大鰐営業所に改組。
  - 大鰐管内路線から、「弘前 - 大鰐線」が弘前営業所へ移管され、残りの路線と黒石営業所所管の「黒石 - 大鰐・相乗線」が大鰐 - 相乗間を廃止して、弘南サービスに移管する。
- 1999年 - 弘南バス金木案内所を弘南サービス金木営業所に改組。
  - 金木管内路線から、「五所川原 - 小泊線（金木・中里経由）」が五所川原営業所へ移管され、残りの路線を弘南サービスに移管する。
- 2006年4月1日 - 平賀・大鰐・金木の各営業所と管内路線を弘南バスへ移管する。

## かつて管轄していた営業所と路線

### 平賀営業所
- 黒石 - 温川線
- 平賀 - 弘前線　（2004年4月1日　平賀駅前 - 薬師堂北口間を廃止）
- 広船線　（2004年4月1日廃止）
- 唐竹線　（2004年4月1日廃止）
- 平賀町循環バス　（2004年4月1日新設・受託路線）

### 大鰐営業所
- 大鰐 - 黒石線
- 居土・高野新田線
- 早瀬野・島田線
- 駒の台線
- 大鰐スキー場線

### 金木営業所
- 田茂木・長泥線
- 富萢・中里高校線
- 稲垣・牛潟線
- 喜良市線